# Charles Winckler
Charles Winckler (Frederiksberg, 9 april 1867 – aldaar, 17 december 1932) was een Deens atleet. 
Winckler deed aan meerdere sporten. Met de sporten touwtrekken, discuswerpen en kogelstoten deed hij mee aan de Olympische Zomerspelen van 1900 in Parijs. Met discuswerpen werd hij gedeeld achtste. Met kogelstoten werd hij tiende. Zijn grootste succes haalde hij echter met het touwtrekken waar hij onderdeel was van het Zweeds-Deens team dat in de finale Frankrijk versloeg. Zijn teamgenoten daarbij waren de Denen Edgar Aabye en Eugen Schmidt en daarnaast de Zweden August Nilsson, Gustaf Söderström en Karl Gustaf Staaf.
Naast zijn Olympisch succes behaalde Winckler enkele nationale titels. In de jaren 1901, 1902 en 1903 behaalde hij de Deense titel bij het kogelstoten. In 1902 haalde hij eveneens de titel bij het discuswerpen.
1900: Aabye, Schmidt, Winckler, Nilsson, Söderström, Staaf ·
1904: Olson, Johnson, Seiling, Magnusson, Flanagan ·
1908: Barrett, Goodfellow, Humphreys, Hirons, Ireton, Merriman, Mills, Shepherd ·
1912: Andersson, Bergman, Edman, Fredriksson, Gustafsson, Jonsson, Larsson, Lindström ·
1920: Canning, Holmes, Humphreys, Mills, Sewell, Shepherd, Stiff, Thorn